# Návštěvní hodiny
Návštěvní hodiny je československý televizní film z roku 1986 režírovaný Pavlem Hášou.

## Děj
Otec Karla, Míly, Máni a Honzy se dostane do nemocnice. Jeho děti ho chodí navštěvovat během návštěvních hodin v nemocnici. Otec chce, aby si děti nechali dům, který postavil, ale nikdo z nich ho nechce. Véna s Máňou jsou zběhlí v zachraňování starých věcí, které se ještě mohou hodit, tak na jednu návštěvu přijdou s nalezeným kobercem. Véna občas holí pana Zoulu.
Honza vystudoval vysokou školu, ale při jedné z návštěv se otci zmíní, že má v práci problém s tím, že mluví jako kniha. Otec se tomu diví a Honza pak musí přiznat, že skončil se svým místem, kde pracoval hlavou, a našel si manuální práci.
Sourozenci se nakonec domluví, že otci řeknou, že si dům nakonec nechají. To také otci řeknou, otec je za to rád. Po návštěvě se sejdou sourozenci spolu se svými partnery a jediný Karel je proti tomu, aby si dům nechali. Ostatní sourozenci ho ale přesvědčí, že když už to otci slíbili, že bude správné, když si dům nechají.

## Obsazení
| Rudolf Hrušínský   | otec                         |
| Ladislav Frej      | Karel, syn                   |
| Antonín Molčík     | Míla, syn                    |
| Zdena Hadrbolcová  | Máňa, dcera                  |
| Martin Stropnický  | Honza, syn                   |
| Bronislav Poloczek | Véna, Mánin manžel           |
| Dana Batulková     | Veronika, Honzova přítelkyně |
| Cvetana Igová      | Věrka, Mílova manželka       |
| Jana Vychodilová   | zdravotní sestra             |
| Jan Skopeček       | Zoula                        |
| Jaroslav Cmíral    | Hejnic                       |
| Jana Koulová       | Hejnicová                    |
| Miloš Vavruška     | spáč                         |
| Libuše Štědrá      | Drahuška                     |